# 모데스트 무소륵스키
모데스트 페트로비치 무소륵스키(러시아어: Моде́ст Петро́вич Му́соргский, 러시아어 발음: [mɐˈdɛst pʲɪˈtrovʲɪtɕ ˈmusərkskʲɪj] ( 듣기), 문화어: 모제스트 무쏘르그스끼, 1839년 3월 21일~1881년 3월 28일)는 러시아의 작곡가이다.

## 생애
오늘날의 러시아제국 프스코프주에서 지주의 아들로 태어났다. 어려서 피아노를 공부했으나 러시아에 음악원이 없어서 사관학교에 지원해 1856년 졸업하고 군인이 되었고, 이후 군대 생활을 청산했다. 농노 해방으로 집안이 몰락하자 독학으로 작곡을 공부한 뒤 창작에 몰두하였다. 미하일 글린카의 뒤를 이어 러시아의 국민 음악 운동을 추진하였다. 그는 작곡가로서의 지식은 빈약하였으나, 타고난 음악적 재능으로 좋은 곡들을 작곡하여, 프랑스 인상파 등 현대의 음악가들에게 영향을 주었다
가장 유명한 작품으로는 《민둥산의 하룻밤》으로 더 널리 알려진 교향시 《성 요한의 민둥산의 하룻밤》, 그의 친구인 건축가이자 화가인 빅토르 하르트만을 기리기 위해 쓴 피아노, 관현악 모음곡 《전람회의 그림》이 있다. 전람회의 그림은 후에 쓰여진 모리스 라벨의 관현악 편곡이 유명하다. 무소륵스키의 오페라 《보리스 고두노프》, 《호반시나》, (소로친스크의 시장) 가 있다

## 같이 보기
- 러시아 5인조